# 山田進太郎
山田 進太郎（やまだ しんたろう、1977年9月21日 - ）は、日本の起業家、実業家、投資家。メルカリ創業者、同代表取締役CEO(社長)。2021年7月より山田進太郎D&I財団の設立者兼代表理事。
フォーブス誌によると、2019年3月時点の総資産は1440億円で、日本長者番付33位。2022年版「長者番付」では8位にランクインしている。

## 経歴
愛知県瀬戸市出身。東海中学校・高等学校を経て、早稲田大学教育学部卒業。大学在学中に楽天でインターンし、楽天オークションの立上げ等を経験。早稲田リンクス代表歴任。
2001年8月 - ウノウ設立。その後、ウノウのサービスとして新作映画情報サイト「映画生活」（ぴあに譲渡）、写真共有サービス「フォト蔵」などの企画・開発・運営に関わる。2009年にウノウはソーシャルゲームに参入し、「まちつく!」をはじめとして複数のタイトルをリリース。2010年8月3日、ウノウ株式を米ジンガに譲渡。2012年1月、ジンガを退職。
2013年2月 - 半年間の世界一周の旅を経て、東京都港区六本木において、資本金20百万円で株式会社コウゾウ（後に株式会社メルカリに社名変更）を設立。
2013年7月 - CtoCマーケットプレイス「メルカリ」サービス提供開始。。
2013年11月 - 株式会社メルカリに社名変更

2017年12月20日 - メルカリの累計ダウンロード数が1億件超えを発表。
2017年4月14日 - メルカリの社長を退き、会長となる。（代表取締役CEOは継続）
2018年6月19日 - メルカリが東京証券取引所マザーズに新規上場、終値ベースの時価総額は約7172億円。
2019年9月27日 - メルカリの社長に復帰することを発表。
2021年7月 - ダイバーシティ＆インクルージョンを推進するための「山田進太郎D&I財団」設立。理系女性向けの奨学金プログラムを発表。さらに総額30億円を山田氏が当財団に寄贈し、D&I推進のための取り組みを行っていくことを発表。

## テレビ番組
- 日経スペシャル カンブリア宮殿 次世代ビジネスの挑戦者たち（2） 日本発「メルカリ」徹底解剖！（2020年1月16日、テレビ東京）- メルカリ社長 山田進太郎出演[14]。
- 新プロジェクトX〜挑戦者たち〜（2024年9月7日、NHK）